# Axanthosoma ruskini
Axanthosoma ruskini är en stekelart som beskrevs av Girault 1926. Axanthosoma ruskini ingår i släktet Axanthosoma och familjen kragglanssteklar. Inga underarter finns listade.